# Jaderná elektrárna Millstone
Jaderná elektrárna Millstone (anglicky Millstone Nuclear Power Plant) je provozní jadernou elektrárnou ve Spojených státech. Leží poblíž města Waterfort v New London County ve státě Connecticut a rozkládá se na pozemku o velikosti zhruba 2 kilometrů čtverečních. Elektrárnu vlastní a provozuje společnost Dominion Energy. Reaktory elektrárny dodaly a vybudovaly americké společnosti General Electric, Combustion Engineering a Westinghouse. Zařízení vyrábí dostatek elektřiny pro zhruba dva miliony domácností a zaměstnává na 3900 lidí.

## Historie a technické informace

### Reaktory
V elektrárně byly postaveny celkem tři jaderné reaktory, každý s jinými provozními vlastnostmi a rozdílných koncepcí.

#### Blok 1
První blok začal být budován dne 1. května 1966. Jednalo se o varný reaktor typu BWR-3 od General Electric o hrubém výkonu 684 MW a čistém výkonu po odečtení vlastních potřeb bloku 641 MW. Do sítě byl poprvé připojen 29. listopadu 1970 a komerční provoz byl zahájen 1. března 1971. Plného výkonu reaktor dosáhl již 6. ledna 1971. V důsledku četných závad a příliš nákladného provozu byl reaktor navždy vyřazen z provozu dne 21. července 1998.
V prosinci 1977 došlo v bloku ke dvěma výbuchům vodíku. Nedošlo k žádným úmrtím, přesto byl jeden pracovník hospitalizován.

#### Blok 2
Výstavba druhého bloku byla zahájena 1. listopadu 1969. Jedná se o tlakovodní dvousmyčkový reaktor od Combustion Engineering. Jeho hrubý výkon činí 918 MW a čistý výkon je 869 MW. Připojení k síti proběhlo dne 9. listopadu 1975 a poté dne 26. prosince 1975 již následoval komerční provoz. Plného výkonu bylo dosaženo 20. března 1976.
V říjnu 1990 způsobila chyba operátora během rutinního testu neplánované odstavení bloku.
Blok má od NRC udělenou provozní licenci do 31. července 2035.

#### Blok 3
Třetí blok zahájil výstavbu dne 9. srpna 1974. Jde o tlakovodní čtyřsmyčkový reaktor M412 od firmy Westinghouse. Hrubý výkon činí 1280 MW a čistý výkon bez vlastních potřeb bloku je 1210 MW. Síťové přifázování poprvé proběhlo 12. února 1986 a komerční provoz následoval 23. dubna 1986.
Blok má od NRC udělenou provozní licenci do 25. listopadu 2045.

### Okolní obyvatelstvo
NRC definuje dvě zóny havarijního plánování kolem jaderných elektráren. První o poloměru 16 kilometrů, která se týká především vystavení radioaktivní kontaminace vzduchu a poté druhou o poloměru 80 kilometrů, jež se zabývá kontaminací potravin a vody.
Podle studie NRC zveřejněné v srpnu 2010 byl odhad každoročního rizika zemětřesení dostatečně silného na to, aby způsobilo poškození aktivní zóny reaktoru 1 ku 90 909 pro reaktor 2 a 1 ku 66 667 pro reaktor 3.

## Informace o reaktorech
| Reaktor     | Typ reaktoru      | Výkon   | Výkon   | Zahájení výstavby | Připojení k síti | Uvedení do provozu | Uzavření   |
| Reaktor     | Typ reaktoru      | Čistý   | Hrubý   | Zahájení výstavby | Připojení k síti | Uvedení do provozu | Uzavření   |
| ----------- | ----------------- | ------- | ------- | ----------------- | ---------------- | ------------------ | ---------- |
| Millstone-1 | BWR-3 218-580     | 641 MW  | 684 MW  | 1. 5. 1966        | 29. 11. 1970     | 1. 3. 1971         | 1. 7. 1998 |
| Millstone-2 | CE - dvousmyčkový | 869 MW  | 918 MW  | 1. 11. 1969       | 9. 11. 1975      | 26. 12. 1975       |            |
| Millstone-3 | Westinghouse M412 | 1210 MW | 1280 MW | 9. 8. 1974        | 12. 2. 1986      | 23. 4. 1986        |            |